# تک‌پر کامئو

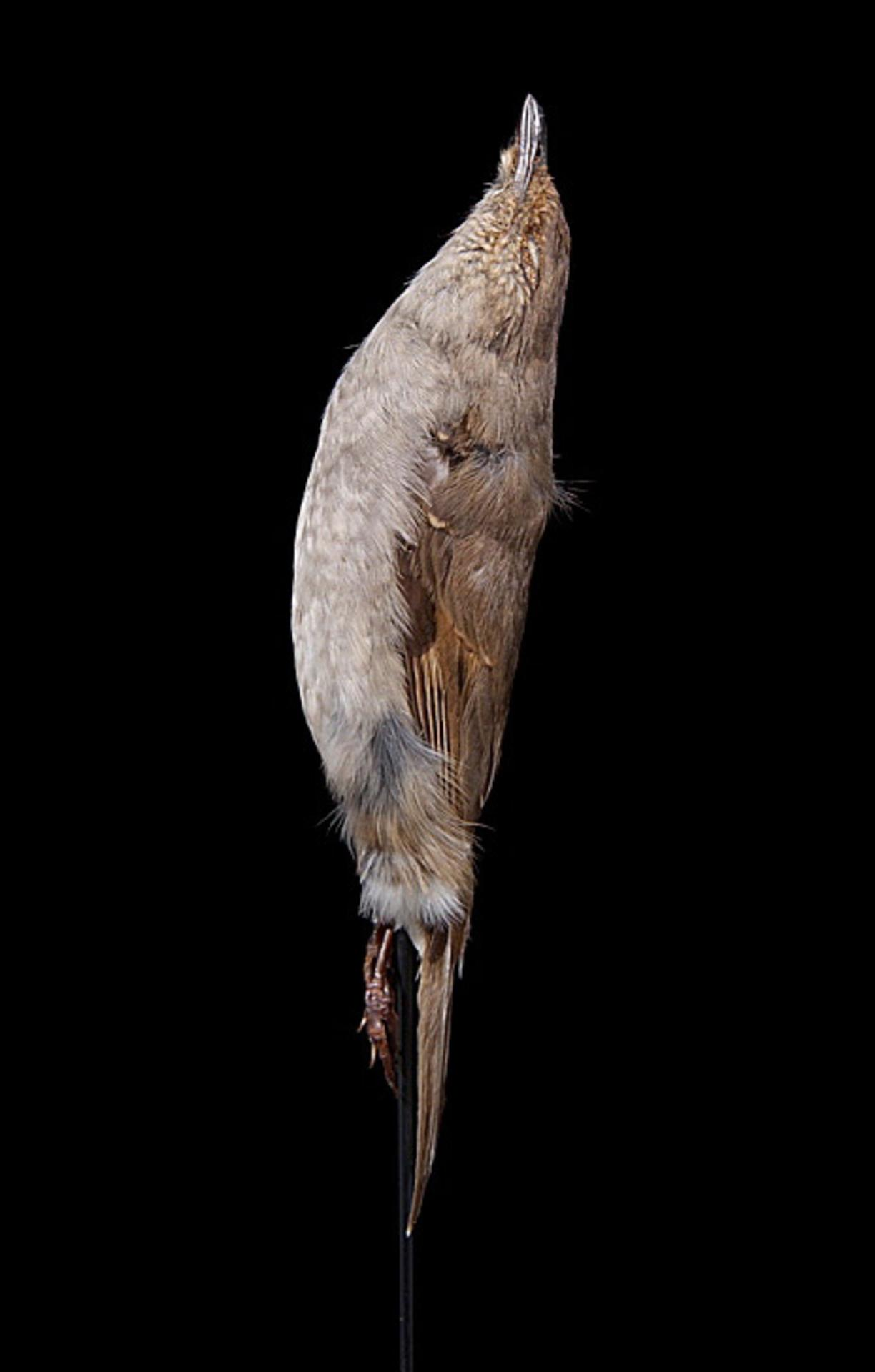

تک‌پر کامئو یا توکای کائوآیی بزرگ ʻ (Myadestes myadestinus) یک تک‌پر کوچک و تیره بوم‌زادکائوآئی در جزایر هاوایی بود.

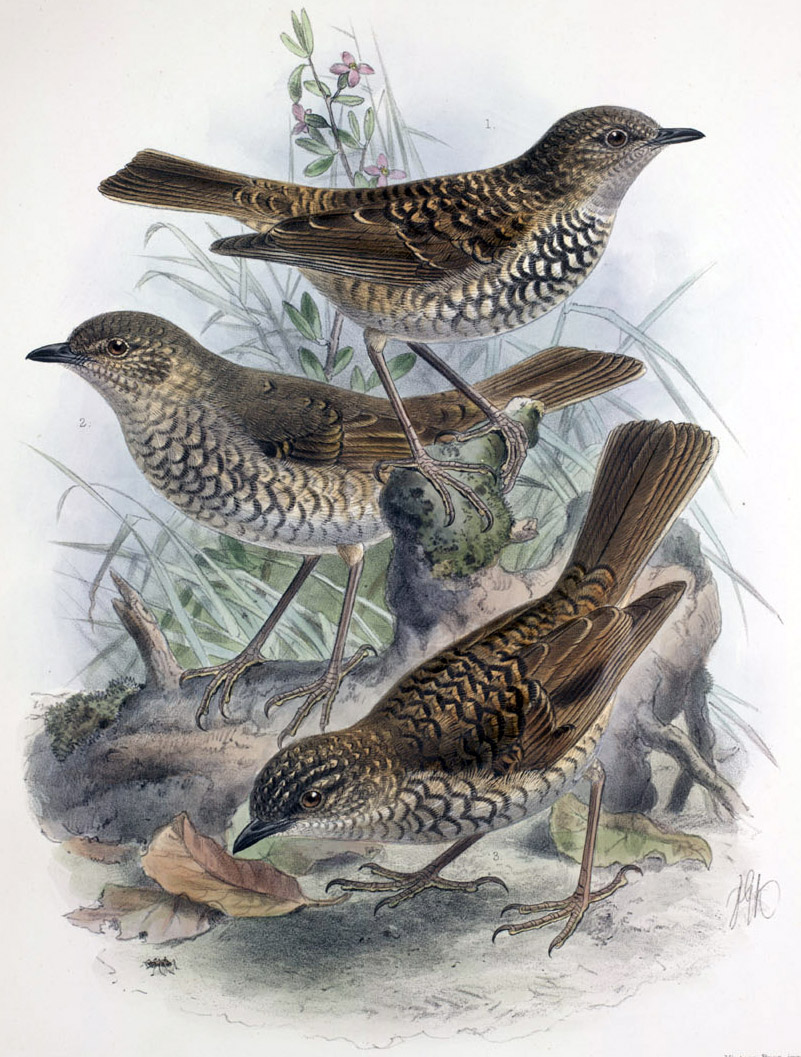
Myadestes myadestinus (بالا)، Myadestes lanaiensis lanaiensis (وسط). و Myadestes obscurus (پایین)